# Маклеллан, Тодд
Тодд Маклеллан (англ. Todd McLellan; род. 3 октября 1967, Мелвилл, Канада) — канадский хоккейный тренер. В прошлом профессиональный хоккеист, играл на позиции центрального нападающего. В настоящее время тренирует клуб Детройт Ред Уингз.

## Карьера игрока
После детства, проведенного в Гудве и Мелвилле (оба города в провинции Саскачеван), в 1983 году Маклеллан начинают свою карьеру хоккеиста в клубе западной хоккейной лиги — «Саскатун Блейдз» и играет там вплоть до 1987 года. На Драфте НХЛ 1986 года его выбирает «Нью-Йорк Айлендерс» в пятом раунде под общим 104-м номером. Он сыграл в общей сложности пять игр в НХЛ, проводя большую часть двух сезонов за фарм-клуб «островитян», выступающего в Американской хоккейной лиге — «Спрингфилд Индианс». Тем не менее травмы плеча, которые мучили его с юниорского хоккея, мешали Тодду нормально играть и в сезоне 1988/89 он объявил о завершении карьеры хоккеиста. Он вернулся домой и учился в университете Саскачевана в течение года, прежде чем возобновить свою игровую карьеру в Нидерландах. В Европе он выступал, как играющий помощник тренера.

## Карьера тренера
После пребывания в качестве играющего тренера в Нидерландах в 1992 году Маклеллан возвращается в Канаду. В 1993 году Тодд Маклеллан становится главным тренером клуба Юниорской хоккейной лиги Саскачевана — «Норт Баттлфорд Норт Старз». В 1994 Маклеллан был нанят клубом «Свифт Каррент Бронкос» из западной хоккейной лиги на должность главного тренера и генерального менеджера, где до Тодда эти должности занимал Грэм Джеймс. За шесть сезонов «Свифт Каррент», под руководством Тодда Маклеллана, шесть раз подряд попал в плей-офф. Сам Маклеллан был назван в 1997 руководителем года, а в 2000 — тренером года.
После успех на юниорском уровне Маклеллан начинает работать в Международной хоккейной лиге в команде «Кливленд Ламберджекс» — это фарм-клуб «Миннесоты Уайлд». В 2001 Маклеллан со своими помощниками был переведен в новый фарм-клуб дикарей — «Хьюстон Аэрос», который выступает в АХЛ. В 2003 году Тодд Маклеллан и «Хьюстон Аэрос» выигрывают главный трофей лиги — Кубок Колдера.

### В НХЛ
В 2005 году Тодд Маклеллан впервые попадает в НХЛ в качестве тренера. Майк Бэбкок приглашает его на роль помощника в «Детройт Ред Уингз». Тодд в клубе выполняет работу над нападением и представляет отчеты об эффективности игроков главному тренеру. Во время его работы в Детройте помощником главного тренера «Ред Уингз» добились серьезных успехов в спортивном плане. В сезоне 2005/06 «Детройт» выиграл Президентский кубок, а в сезоне 2007/08 повторили успех в регулярном сезоне и, главное, выиграли Кубок Стэнли.

#### В Сан-Хосе
11 июня 2008 года «Сан-Хосе Шаркс» объявляет о назначении главным тренером Тодда Маклеллана, который заменил Рона Уилсона. Тодда Маклеллана выбирают на Матчи всех звёзд НХЛ 2009 и 2012 годов. В дебютном сезоне 2008/09 он выигрывает с «акулами» Президентский кубок, набрав в регулярном чемпионате 117 очков. В том году Тодд занимает третье место в голосовании за лучшего тренера года в НХЛ. Его опередили победитель Джек Адамс Эворд — Клод Жюльен — и Энди Мюррей. 14 марта 2013 года «Сан-Хосе Шаркс» обыграли «Лос-Анджелес Кингз», а Маклеллан выиграл свою 207-ю игру и стал самым побеждающим тренером в истории франшизы. 5 февраля 2014 года матч против «Даллас Старз» стал для Маклеллана 434-м и, обойдя по этому показателю Дэррила Саттера, стал тренером, который больше всех провёл матчей вместе с «Сан-Хосе Шаркс». По итогам сезона 2014/2015, «Сан-Хосе» впервые с 2003 года не попадает в плей-офф. 20 апреля 2015 года Тодд Маклеллан был освобождён от занимаемой должности.

#### В Эдмонтоне
19 мая 2015 Тодд Маклеллан был назначен на пост главного тренера клуба «Эдмонтон Ойлерз». «Эдмонтон» за назначение Маклеллана отдал в «Сан-Хосе» выбор в третьем раунде драфта 2015 года.

### В сборной Канады
14 апреля 2015 года было сообщено, что Маклеллан станет главным тренером сборной Канады на ЧМ-2015. Под его руководством канадцы стали чемпионами мира.

## Игровая статистика
| 1983/84 | Саскатун Блейдз    | ЗХЛ   | 50  | 8  | 14  | 22  | 15  | —  | —  | — | —  | —  |
| 1984/85 | Саскатун Блейдз    | ЗХЛ   | 41  | 15 | 35  | 50  | 33  | 3  | 1  | 0 | 1  | 0  |
| 1985/86 | Саскатун Блейдз    | ЗХЛ   | 27  | 9  | 10  | 19  | 13  | 13 | 9  | 3 | 12 | 8  |
| 1986/87 | Саскатун Блейдз    | ЗХЛ   | 60  | 34 | 39  | 73  | 66  | 6  | 1  | 1 | 2  | 2  |
| 1987/88 | Нью-Йорк Айлендерс | НХЛ   | 5   | 1  | 1   | 2   | 0   | —  | —  | — | —  | —  |
| 1987/88 | Спрингфилд Индианс | АХЛ   | 70  | 18 | 26  | 44  | 32  | —  | —  | — | —  | —  |
| 1988/89 | Спрингфилд Индианс | АХЛ   | 37  | 7  | 19  | 26  | 17  | —  | —  | — | —  | —  |
| Всего   | Всего              | Всего | 290 | 99 | 144 | 243 | 176 | 22 | 11 | 4 | 15 | 10 |

## Тренерская статистика
| Команда                 | Лига                    | Год                     | Регулярный сезон | Регулярный сезон | Регулярный сезон | Регулярный сезон | Регулярный сезон | Регулярный сезон      | Плей-офф | Плей-офф | Плей-офф                            |
| Команда                 | Лига                    | Год                     | И                | В                | П                | OT               | Очки             | Место в дивизионе     | В        | П        | Результат                           |
| ----------------------- | ----------------------- | ----------------------- | ---------------- | ---------------- | ---------------- | ---------------- | ---------------- | --------------------- | -------- | -------- | ----------------------------------- |
| Хьюстон Аэрос           | АХЛ                     | 2001/02                 | 80               | 39               | 26               | 5                | 93               | 2-й в Западном        | 8        | 8        | Поражение в финале Конференций      |
| Хьюстон Аэрос           | АХЛ                     | 2002/03                 | 80               | 47               | 23               | 3                | 104              | 1-й в Западном        | 15       | 6        | Победа в Кубке Колдера              |
| Хьюстон Аэрос           | АХЛ                     | 2003/04                 | 80               | 28               | 34               | 4                | 74               | 4-й в Западном        | 0        | 2        | Поражение в квалификационном раунде |
| Хьюстон Аэрос           | АХЛ                     | 2004/05                 | 80               | 40               | 28               | 12               | 92               | 4-й в Западном        | 1        | 4        | Поражение в первом раунде           |
| Всего в Хьюстон Аэрос   | Всего в Хьюстон Аэрос   | Всего в Хьюстон Аэрос   | 240              | 164              | 111              | 24               | 363              | 1 победа в дивизионе  | 24       | 20       | 1 чемпионство                       |
| Сан-Хосе Шаркс          | НХЛ                     | 2008/09                 | 82               | 53               | 18               | 11               | 117              | 1-й в Тихоокеанском   | 1        | 4        | Поражение в первом раунде           |
| Сан-Хосе Шаркс          | НХЛ                     | 2009/10                 | 82               | 51               | 20               | 11               | 113              | 1-й в Тихоокеанском   | 8        | 7        | Поражение в финале Конференций      |
| Сан-Хосе Шаркс          | НХЛ                     | 2010/11                 | 82               | 48               | 25               | 9                | 105              | 1-й в Тихоокеанском   | 9        | 9        | Поражение в финале Конференций      |
| Сан-Хосе Шаркс          | НХЛ                     | 2011/12                 | 82               | 43               | 29               | 10               | 96               | 2-й в Тихоокеанском   | 1        | 4        | Поражение в первом раунде           |
| Сан-Хосе Шаркс          | НХЛ                     | 2012/13                 | 48               | 25               | 16               | 7                | 57               | 3-й в Тихоокеанском   | 7        | 4        | Поражение во втором раунде          |
| Сан-Хосе Шаркс          | НХЛ                     | 2013/14                 | 82               | 51               | 22               | 9                | 111              | 2-й в Тихоокеанском   | 3        | 4        | Поражение в первом раунде           |
| Всего в Сан-Хосе Шаркс  | Всего в Сан-Хосе Шаркс  | Всего в Сан-Хосе Шаркс  | 240              | 164              | 130              | 57               | 599              | 3 победы в дивизионе  | 24       | 20       | Нет титулов                         |
| Эдмонтон Ойлерз         | НХЛ                     | 2015/16                 | 82               | 31               | 43               | 8                | 70               | 7-й в Тихоокеанском   | —        | —        | Не участвовали                      |
| Эдмонтон Ойлерз         | НХЛ                     | 2016/17                 | 82               | 47               | 26               | 9                | 103              | 2-й в Тихоокеанском   | 7        | 6        | Поражение во втором раунде          |
| Эдмонтон Ойлерз         | НХЛ                     | 2017/18                 | 82               | 36               | 40               | 6                | 78               | 6-й в Тихоокеанском   | —        | —        | Не участвовали                      |
| Эдмонтон Ойлерз         | НХЛ                     | 2018/19                 | 20               | 9                | 10               | 1                | 19               | уволен                | —        | —        | —                                   |
| Всего в Эдмонтон Ойлерз | Всего в Эдмонтон Ойлерз | Всего в Эдмонтон Ойлерз | 226              | 123              | 119              | 24               | 270              | нет побед в дивизионе | 7        | 6        | Нет титулов                         |
| Всего в НХЛ             | Всего в НХЛ             | Всего в НХЛ             | 806              | 434              | 282              | 90               | 958              | 3 победы в дивизионе  | 37       | 38       | Нет титулов                         |
| Всего                   | Всего                   | Всего                   | 1046             | 598              | 393              | 114              | 1321             | 4 победы в дивизионе  | 61       | 58       | 1 чемпионство                       |

## Личная жизнь
Маклеллан женат. Его жену зовут Дебби. Они в 1992 году поженились. У них есть двое сыновей — Тайсон и Кейл.

## Достижения и награды
- 1997 — Лучший генеральный менеджер года Западной хоккейной лиги
- 2000 — Лучший главный тренер года Западной хоккейной лиги
- 2003 — Кубок Колдера
- 2009, 2012 — участие на матчах всех звёзд НХЛ
- 2008— Президентский кубок
- 2015 — Чемпион мира по хоккею с шайбой
- Больше всех побед в истории «Сан-Хосе Шаркс» в качестве главного тренера.
- Больше всех игр в истории «Сан-Хосе Шаркс» в качестве главного тренера.